# Nguoi rung
Gli Nguoi Rung sono creature leggendarie simili allo Yeti ed a Bigfoot ma che, invece di prediligere luoghi freddi si rifugerebbero nel verde delle foreste situate nella zona dei Tre confini, dove si incrociano i confini del Vietnam, del Laos e della Cambogia. Sono stati chiamati Nguoi Rung dai vietnamiti poiché questo nome significa "gente della foresta", ma talvolta sempre dai vietnamiti vengono chiamati "Uomini selvaggi". Invece, in Laos, i Nguoi Rung vengono chiamati "Khi Trau" che significa Scimmia Bufalo o Grande scimmia.

## Habitat
Nguoi Rung significa in vietnamita "la gente della foresta", infatti essi vivono in queste, specialmente in quelle che si trovano nella zona chiamata "dei Tre confini" cioè il territorio in cui i confini di tre nazioni (Vietnam, Laos e Cambogia) si incontrano. Tale zona negli anni cinquanta era poco popolata ed interamente coperta da fitte foreste e boschi.
La conclusione degli anni sessanta però portò alla guerra con gli americani ed il verde paesaggio venne devastato dai bombardamenti e dagli scontri terrestri essendo territorio di guerra.
Quest'opera di deforestazione, portò come conseguenza l'aumento della popolazione nei pressi dell'incrocio fra i tre confini e questo, secondo la leggenda, spiegherebbe il motivo per cui gli avvistamenti di Nguoi Rung diventarono più frequenti con l'inizio della guerra.
Tuttavia la deforestazione durante la guerra fece anche in modo che dopo la fine di essa non ci furono molti avvistamenti come in precedenza, e, le ipotesi formulate da coloro che credono in questa leggenda affermano che gran parte di loro rimasero uccisi o che essi si rifugiarono nelle regioni di più alta montagna, dove si trovavano maggiori nascondigli e rifugi.

## Comportamento
Dopo che questi uomini-scimmia rapiscono qualcuno, si dice che essi stiano per ore eretti guardando il cielo ed emettendo mostruosi gorgheggi simili alla risata di un folle, mentre aspettano che calino le tenebre poiché è quello il momento in cui, secondo la leggenda, essi divorano il prigioniero.

## Avvistamenti
Nel periodo finale della guerra gli avvistamenti furono numerosi a causa dell'addensarsi di gente all'incrocio dei "Tre confini" poiché lì c'era zona di guerra e si aveva bisogno anche di civili per opere come quelle di disboscamento, inoltre gli accampamenti nell'area forestale che componeva quella zona erano sempre allerta per la possibile intrusione di spie nemiche.
Tuttavia, fino al 1967, non si riportarono avvistamenti documentati; fu in quell'anno infatti che gli americani, che non credevano molto alle superstizioni come potevano crederci le popolazioni che abitavano nella zona, riuscirono a riportare la prima possibile prova documentata. In quell'anno, infatti, un militare della Marina degli Stati Uniti, mentre era intento a pattugliare il campo della base militare, scorse un singolare movimento lungo la boscaglia che delimitava il perimetro dell'accampamento. Pensando che fosse una spia nemica sparò subito. Il giorno successivo gli americani setacciarono il territorio circostante e trovarono strane impronte e macchie di sangue per terra. Le impronte fecero il giro del mondo poiché facevano pensare che la creatura fosse un essere metà uomo e metà scimmia.
Tuttavia gli esperti convennero che essa non era una prova tangibile dell'esistenza del cosiddetto Nguoi Rung e quindi non emisero alcun giudizio. Però la stampa approfittò della situazione ed al cosiddetto uomo-scimmia a cui il soldato aveva sparato diede il nome di Scimmia di Powell, in onore del capitano del campo militare.
Anche dalla parte Vietnamita negli stessi anni vi furono strani avvistamenti, tanto che il generale Hoang Minh Thgao richiese addirittura l'intervento di una spedizione di ricerca scientifica nella regione di Kontum per valutare prima della fine della guerra se il Nguoi Rung fosse solo leggenda o esistesse veramente e la finanziò pure lui stesso, ma non si ottenne nulla di significativo.
Vo Quy era il direttore della CRES (Centre for Environmental Sudies, Centro per gli Studi Ambientali) e ricevette nel 1974 numerosissime segnalazioni di presunti avvistamenti di Nguoi Rung nella zona occidentale del Vietnam. Già da tempo il professore si interessò della leggenda della "gente della foresta" ma, in quell'anno, decise di occuparsene più a fondo e formò così una spedizione di ricerca con il compito di indagare sull'esistenza di questa creatura. Per prima cosa quindi esplorò tutti i territori ricchi di vegetazione della zona dalla quale erano state fatte le segnalazioni, poi visitò numerosi villaggi per registrare i racconti di contadini e gente varia ma degli Nguoi Rung non c'era nessuna traccia.
Successivamente molti altri studiosi si interessarono di questa leggenda e fra di essi c'era anche il professor Helmut Loofs-Wissowa della Facoltà di Studi Orientali dell'Università Nazionale Australiana. Loofs svolse parecchie ricerche sul posto degli avvistamenti dei Nguo Rung; per anni infatti girò in lungo ed in largo il Laos portando con sé schizzi e disegni realizzati in base a testimonianze di coloro che ebbero avuto incontri con altri ominidi più famosi, come lo Yeti e Bigfoot. Con essi egli si portò pure disegni di comuni scimmie come orango, gorilla e gibboni. L'australiano quindi andò per villaggi intervistando i contadini e facendo veder loro per prima cosa le immagini delle scimmie conosciute e poi quelle degli uomini] selvaggi, per poi chiedere loro quale immagine si attenesse maggiormente a coloro che chiamavano Nguoi Rung ed il sondaggio portò ad un risultato molto curioso: la maggior parte degli asiatici intervistati fece capire che l'immagine più simile era quella di Bigfoot.
Loofs, confortato da tale scoperta, continuò le ricerche e tutte le testimonianze che raccolse descrivevano una creatura alta quasi 2 metri, completamente coperta di peli, tranne per le ginocchia, le piante dei piedi, le mani e la testa che ne erano sprovviste. Il professore quindi si convinse che i Nguoi Rung sono parenti stretti dell'uomo di Neanderthal e diede loro quindi un nome scientifico: "Homo ferus" nonché "uomo feroce" e disse che la creatura potrebbe essere quell'anello mancante tra l'uomo e la scimmia.
Nel 1977 poi, l'Università Pedagogica di Hanoi organizzò una spedizione avente come compito quello di catalogare la fauna della regione nota con il nome di Tay Nguyen. A capo di tale spedizione era il professor Tran Hong Viet del Dipartimento di Zoologia dell'università che organizzò la ricerca. Egli, giunto sul posto, ebbe modo di comunicare con la gente del luogo che gli spiegò che essi credevano nell'esistenza di una creatura metà uomo metà scimmia che dimorava nel verde delle foreste del luogo. Viet, interessato, si fece indicare il luogo preciso in cui l'essere si fece vedere maggiormente. Alla spedizione ufficiale quindi se ne aggiunse un'altra che ebbe il risultato di far rinvenire singolari impronte. Viet quindi fece un calco in gesso delle impronte e le fotografò e scoprì poi che la vallata in cui avevano trovato quelle tracce non era mai stata esplorata prima di allora. Quindi egli si convinse dell'esistenza della "gente della foresta" ed iniziò a studiare i luoghi dei ritrovamenti con più costanza di quanta non ne avessero avuta molti altri del luogo.
Nel 1982 sulle cime del Mom Ray, sempre nella regione del Kontum, egli trovò delle impronte dall'aspetto umano, ma dalle dimensioni assurde: la lunghezza era negli standard normali per un essere umano (30 cm), mentre la larghezza era sbalorditiva poiché misurava ben 16 cm, decisamente troppo per un normale essere umano.

## Leggende su rapimenti da parte dei Nguoi Rung
Molte sono le storie narrate riguardo ai rapimenti effettuati dai Nguai Rung. Una di esse è narrata dal popolo M'Nong del villaggio di Buon Ma Thout che presenta caratteri molto simili alle leggende riguardanti altri presunti uomini selvaggi come Yeti, Bigfoot o Alma.
Questa gente narra che un abitante del paese negli anni '50 si recò nella foresta senza lasciare alcuna traccia e non fece più ritorno nel villaggio.
Quindi, si dice che furono organizzate numerose spedizioni di ricerca dagli abitanti del villaggio per ritrovare il loro compagno, ma non trovarono nulla che potesse loro indicare dove fosse e se vi fosse ancora e conclusero che era morto.
Invece, contro ogni aspettativa, tre anni dopo l'uomo ricomparve con un aspetto molto trasandato ed i capelli incolti e lunghi e completamente nudo. La leggenda vuole che quando egli si fu ripreso raccontò una storia che fece rabbrividire coloro che lo stavano ascoltando. Egli disse che il giorno della scomparsa era andato nella foresta a cercare qualcosa per poter realizzare delle corde, ma ebbe la sfortuna di imbattersi in un gruppo di creature che nella leggenda egli descrisse come scimmie con un comportamento umano. Essi, lo costrinsero a vivere in una grotta con una femmina del gruppo che lo tenne imprigionato serrando la caverna di giorno con un grosso masso mentre ella si occupava della ricerca del cibo.
In seguito la femmina di Nguoi Rung portò alla luce una bambina che presentava i caratteri di entrambi i genitori: aveva un aspetto umano ma era rivestita di molti peli su tutto il corpo.
Un giorno però l'uomo, secondo la leggenda, riuscì a fuggire dalla grotta grazie ad una distrazione della femmina e fece ritorno al villaggio.
Poco tempo dopo che ciò avvenne si udirono urla e lamenti mai sentiti prima e molti abitanti del villaggio convennero che sarebbero dovuti andare a vedere la grotta in cui abitava forzatamente l'uomo tornato al villaggio e, giunti lì, pare che essi ritrovarono il corpo straziato della bambina e l'entrata della caverna furiosamente distrutta, ma della femmina di Nguoi Rung nessuna traccia.

## Leggende sulla cattura dei Nguoi Rung
Una vicenda è raccontata da un uomo di nome Recom Huin, che vive nel villaggio di Ky. Egli infatti disse che in un villaggio montano di Ae Thi, nel distretto di M'Drak, probabilmente nel 1971, la gente un giorno si recò nella foresta per pescare in uno dei suoi corsi d'acqua.
Il popolo si recò più precisamente nella parte meridionale della catena delle Cu Yang Sinh, i quali si estendono dalla provincia di Dak Lak sino alla zona di Nam Cat Tien. Ivi nasce il fiume Ba dove gli Ae Thi avevano collocato le loro trappole che però erano tutte vuote. Non riuscendo a capire chi le avesse svuotate gli uomini si misero a girare per la foresta alla ricerca di qualche indizio ed ecco che si imbatterono in impronte esageratamente grandi per essere umane. Così essi decisero di tendere un'imboscata per catturare la creatura. Dopo alcuni giorni riuscirono a catturare una coppia di Nguoi Rung, un maschio ed una femmina grazie alla trappola. Quando un gruppo di scienziati di Duc My furono al corrente dell'accaduto e della presenza di tali esseri in quel villaggio, Duc My si recò sul posto con alcuni soldati sudcoreani e Recom Huin, colui che era il direttore del Dipartimento per lo Sviluppo delle Minorità Etniche della provincia di Khanh Hoa disse di aver visto ciò che i soldati facevano alle creature legate con corde resistenti.
Disse che gli rasarono la faccia e li vestirono come fossero vietnamiti normali, ma, provando ad intervistarli, essi convennero che non avevano nessuna lingua articolata con cui spiegarsi, così essi vennero trasportati su aerei alla base militare di Duc My. Poi nulla si seppe.